# Subete no Yoru wo Omoidasu
Subete no Yoru wo Omoidasu (japanisch すべての夜を思いだす, englisch „Remember every night“, deutsch „Erinnere dich an all die Nächte“) ist ein japanischer Film unter der Regie von Yui Kiyohara aus dem Jahr 2022. Am 18. Februar 2023 feierte der Film in der Sektion Forum bei der 73. Berlinale seine internationale Premiere.

## Inhalt
Der Film Subete no Yoru wo Omoidasu schildert den Alltag dreier Frauen aus verschiedenen Generationen, die ihren Erledigungen in einem Vorort namens Tama New Town (多摩ニュータウン) nachgehen. Die wie Fragmente eines Tages aneinandergereihten Szenen zeigen unter anderem den Besuch bei einem Arbeitsamt, das Einüben von Tanzschritten und das gemeinsame Musizieren.

## Hintergrund
Die Filmproduktion wurde durch ein Stipendium des japanischen PFF (pia firumu fesutibaru, ぴあフィルムフェスティバル) unterstützt. Yui Kiyohara führte Regie und schrieb auch das Drehbuch zu ihrem Film.
Kumi Hyōdō, die eine der drei Frauen darstellt, spielte bereits in drei weiteren japanischen Filmen: 2008 in Human Comedy in Tokyo (japanischer Titel: Tokyo ningen kigeki), 2010 in dem prämierten Film Hospitalité (japanischer Filmnamen: Kantai) und 2016 in My Sullen Past (japanischer Titel: Fukigen no kako). Minami Ohba und Guama Uchida stehen zum ersten Mal als Filmschauspielerinnen vor der Kamera. Der Schauspieler Tadashi Okuno kann auf eine längere Erfahrung in Nebenrollen einiger japanischer Filme zurückblicken.
Die Welturaufführung des Films war am 10. September 2022 beim Pia Film Festival in Japan.

## Rezeption
Im Berlinale-Programm wird der Film folgendermaßen charakterisiert: „festgehalten in langen Einstellungen und mit großartigem Gespür für Orte und Räume. Ein Film wie ein Sommertag, hell und freundlich, mit gelegentlicher Brise.“

## Auszeichnung
Subete no Yoru wo Omoidasu wurde zur 73. Berlinale eingeladen, in der Sektion Forum teilzunehmen.